# Klaus Gattermann
Klaus Gattermann (Zwiesel, 8 gennaio 1961) è un ex sciatore alpino tedesco che gareggiò per la nazionale tedesca occidentale.

## Biografia
Gattermann, specialista delle prove veloci originario di Bayerisch Eisenstein e fratello dell'allenatore di sci alpino Reiner, in Coppa del Mondo ottenne il primo piazzamento il 10 gennaio 1981 a Morzine in combinata (6º) e ottenne il miglior risultato il 13 dicembre 1981 a Madonna di Campiglio nella medesima specialità (4º); il 14 febbraio 1982 bissò tale piazzamento, a Garmisch-Partenkirchen sempre in combinata, e ai XIV Giochi olimpici invernali di Sarajevo 1984, sua unica presenza olimpica, si classificò 12º nella discesa libera. Il 15 dicembre 1984 replicò per la terza volta il suo miglior piazzamento in Coppa del Mondo, in Val Gardena in discesa libera (4º); nella medesima specialità gareggiò quindi ai Mondiali di Crans-Montana 1987 e di Vail 1989, classificandosi rispettivamente al 13º e al 10º posto: fu, quest'ultimo, il suo ultimo risultato agonistico.

## Palmarès

### Coppa del Mondo
- Miglior piazzamento in classifica generale: 45º nel 1982

### Campionati tedeschi
- 1 medaglia (dati parziali fino alla stagione 1985-1986)[2]:
  - 1 oro (discesa libera nel 1984)